# Осіннє рівнодення в українській культурі

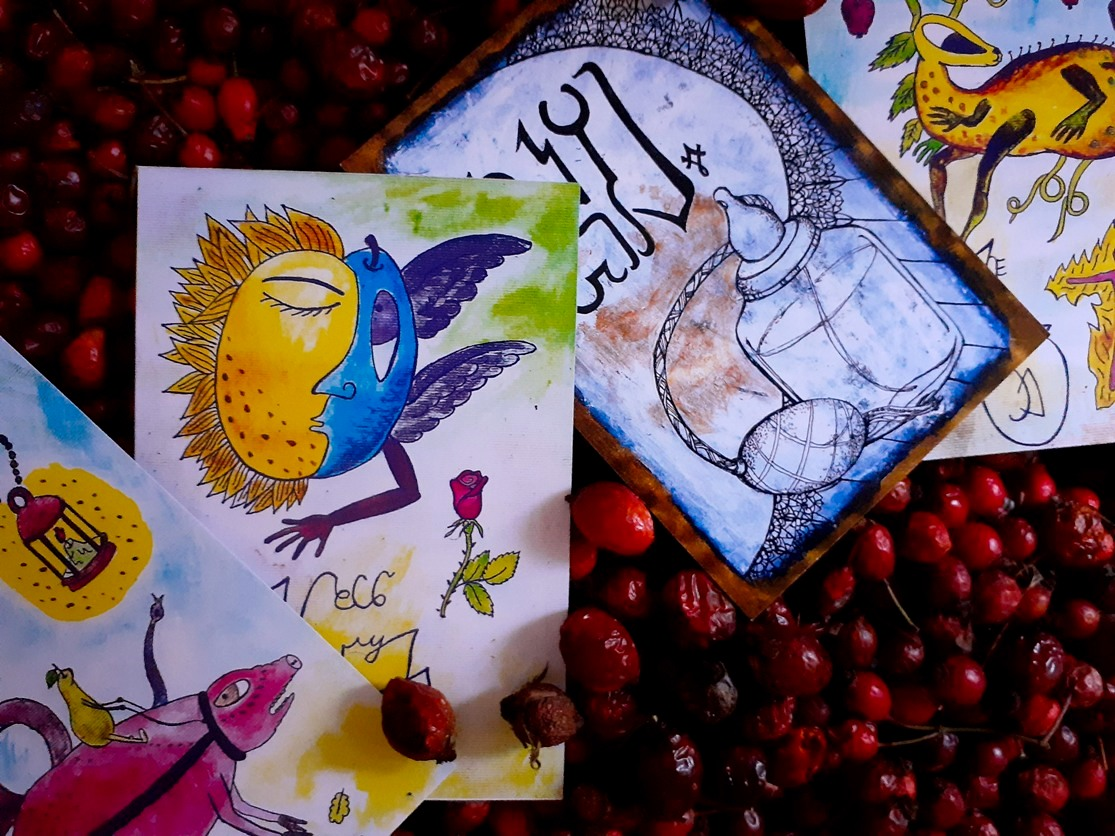
Картки з формулами Олеся Барліга та Анни Амарго з циклу Осіннього рівнодення

Осіннє рівнодення в українській культурі — корпус уявлень про осінній час, коли довжина світлового дня у добі дорівняє довжині ночі. Ці уявлення зафіксовані в фольклорі, містичних течіях, популярній культурі тощо. Складність класифікації полягає в тому, що неоязичницькі тексти, присвячені осінньому рівноденню, без належної критичної оцінки інтегруються у наукові розвідки та активно експлуатуються медіа як достовірні повідомлення. Внаслідок мультикультурності інформаційного суспільства сучасне трактування осіннього рівнодення в українській традиції забарвлене численними запозиченими мотивами.

## Осіннє рівнодення в традиційній культурі
Оскільки у давніх слов’ян язичницький рік складався із двох циклів: весняно-літнього і осінньо-зимового, то відлік року відзначався відповідно до початку (пора весняного рівнодення — 21 березня) і закінчення польових робіт (осіннього рівнодення — 23 вересня). Дохристиянську обрядовість осіннього рівнодення пов’язують із двома божествами: Світовидом та  Авсеном (Овсеном, Таусеном).
Дослідник Володимир Конопка припускає, що звичаї та обряди в цей період мали сезонний характер. З утвердженням християнства з його структурою церковних свят більшість з цих обрядів та звичаїв отримали прив’язку до конкретної дати народного календаря. Враховуючи географічні та кліматичні особливості, вони розподілилися за такими святами як Семена, Друга Пречиста, Воздвиження, Івана Богослова, Покрови. Відтак, ці практики отримали тяглість майже в місяць.
Після календарної реформи осіннє рівнодення наблизилося до дати Різдва Пресвятої Богородиці (Другої Пречистої), що в окремих українських селах разом із Різдвом та Великоднем прирівнювалася до головних «дванадесятих свят» у році. Дослідниця Наталія Стішова зазначає, що із цим днем пов’язана дохристиянська традиція, у якій збереглася обрядодія культу «Рожениць», або свята «Роду-Рожаниць»:

| «Про це ми довідуємося з письмових джерел XII—XIII ст., хоча свідчення зафіксовано не виразні у «Слові св. Григорія», «Слові Христолюбія» та ін. Однак щодо його походження існує дві думки. Першу підтримують дослідники, які вважають, що свято «Роду-Рожаниць» пов’язане з дайбозькими віруваннями, зокрема подякою «польовим духам» (опікунам нив та врожаю, дідам-ладам, котрі засівали, пророщували й поливали зерно). Ритуальною стравою для «польових духів» була пшениця з медом та маком, а також з усіх страв брали по ложці й виставляли на вікнах […] Іншої думки дотримуються вчені, які вважають, що свято стосується моління до Богородиці, аби вона посприяла бездітним жінкам народити дитину». |
Також науковиця говорить, що це був останній період у році для збору чарівного зілля, яке мало приворотні властивості. До його складу входила калина та барвінок. На Другу Пречисту заборонялося виходити на дороги, де можна було зустріти «нечистих» (плазунів).

## Уявлення в неоязичництві
Представники громади «Вінець Бога» підкреслюють, що святкування осіннього рівнодення пов’язане зі Світовидом і називають його при цьому іменем Сивояр. Вони дотримуються обряду Свято свічки, або Весілля Свічки — обрядового запалення вогню в домівці від освяченої свічі. Уточнюється:

| «По селах зазвичай уквітчану свічку носили по хатах, і при її світлі споживали знов-таки обрядові весільні страви. Дійство тривало цілий тиждень, після чого жіноцтво урочисто запалювало від «женильної свічки» посвіт, при світлі якого мали працювати. Обряди вшанування домашнього вогню духовно налаштовують людину на прихід осені, коли ми більше часу перебуваємо при штучному освітленні, спонукає відчувати Природу, що неодмінно покращує наше душевне й тілесне здоров’я». |
Ще один обряд цієї громади на осіннє рівнодення — випікання короваю з пшениці цьогорічного врожаю, як символ добробуту і достатку.
Галина Лозко розповідає, що сучасна громада Рідної Віри в цей день ходять до статуї Світовида, де з піснями й хороводами покладають йому на голову вінок з квітів та колосся. Після цього «Коло Свароже вступає в період Корочуна, найкоротшого дня, найтемнішої частини року».
Посилаючись на працю Галини Лозко «Українське народознавство» та інші джерела, інтернет-портал «Аратта» пише, що під час осіннього рівнодення на землю приходять пращури. Необхідними атрибутами свята є останній сніп жита, зібраний в полі (Дідух), також згадуються обрядові дії із короваєм, що спечений з нового врожаю. У цей день влаштовують великі братчини — бенкети, на які сходиться вся громада, кожен приносить найкраще від свого столу до столу родовому. На третій день після рівнодення святкують Овсеня, під час якого прощаються зі Світлим Богом Семиярилою, активність якого випадала на літній період.
На сайті громади «Полум'я Роду» Руського Православного Кола йдеться про те, що 24 вересня — це Овсень Великий, або ж Різдво Миробога — найбільше осіннє свято врожаю.
Волхв Руського православного кола Світовит Пашник, посилаючись на свій переклад Велесової книги, стверджує, що осіннє рівнодення має божественного покровителя на ім’я Лад, .
Під назвою «Світовид осінній», або ж «свято Врожаю» входить із шістьма іншими основними святами до Кола Сварожого.
Згідно з повідомленням Миколи Кравченка осіннє рівнодення стало для полку «Азов» меморіальним святом, а містерії, що виконують на нього, отримали назву «День Мертвих», оскілки представниками цієї спільноти вважається, що в цей час померлі воїни стають до військового строю своїх живих побратимів. Згідно з цією традицією Свято Свічки перетворилося на Свято Смолоскипа.

## Медіа-культура
В матеріалах українських мас-медіа в темі осіннього рівнодення факти традиційної народної обрядовості часто переплітаються із порадами від представників містичних традицій (вітчизняних неоязичників, вікканів, магів, астрологів тощо). Де рекомендують практикувати медитації, афірмації, прийоми симпатичної магії та ін. Здебільшого мета таких дій — закликати у своє життя кохання, гроші, позитивні ситуації. Для прикладу:

| «З давніх часів день осіннього рівнодення асоціюється з достатком, бо в цей час весь урожай вже зібрано і запаси продуктів на зиму повні. Згідно з прикметами, для залучення достатку варто приготувати що-небудь з продуктами нового врожаю, для посилення ефекту страва має бути круглою, наприклад, пиріг з яблуками або запечений гарбуз»[14] |
Також у медіа можна зустріти різноманітні трактування дня осіннього рівнодення із посиланням на традиції, що називаються «слов’янськими». Зокрема особливого поширення набула назва цього дня Осеніни (або варіант написання «Осинини»), що можливо запозичена з російської культури (принаймні саме там зустрічаються також такі назви як «Вторые осенины» та «Осенние оспожинки»). Серед іншого трапляється і таке трактування:

| «Овсень (Авсень, Таусень, Усинь, Юсиньбог) — четверта іпостась Дажьбога, осіннє, втомлене, постаріле Сонце, чоловік Осіні-Усині, бог, який приносить з Вирію щедрі дари родючості і розподіляє їх між людьми згідно з божим призначенням: одним щедро, з лишком, іншим бідно»[16] |
Ще одна медіазгадка розвиває вже згадану рідновірську концепцію про осіннє рівнодення як день, коли літнє сонце на ім’я «Семиярило» змінюється осіннім сонцем «Сивояром». Все це є «сезонними» іменами бога Ярила, який влітку стає всемеро сильнішим, а взимку сивим і мудрим.

## Мистецтво
Згадується у двох віршах Павла Мовчана: в творі «Світовид — збруцький ідол»  наводиться побічно, але стає наскрізним образом в поезії «Осіннє рівнодення».
Також цьому явищу присвячена пейзажна лірика Василя Мойсишина, де описуються гора Смотрич.